# Slavina
Slavina (prema slav: razrijeđen vodom < lomb. šlavi < pučki lat. *ex-lavitus) naprava je za zatvaranje i otvaranje dotoka tekućine iz cjevovoda, spremnika, bačava i drugoga. Razgovorno se ponekad naziva pipa ili špina, nekim primjenama armatura ili pipac. 
Najjednostavnija slavina sastoji se od kućišta s izljevom i vretena konična oblika, s ručkom i otvorom za prolaz tekućine. Zakretanjem vretena oko uzdužne osi, ovisno o njegovu položaju unutar kućišta, prolaz je otvoren ili u cijelosti ili djelomično zatvoren. Klasična slavina za kućanstva opremljena je pločastim ventilom s brtvom od gume, kože ili drugoga brtvenog materijala, koji zakretanjem ručice sjeda na otvor dovodne cijevi te tako djelomično ili potpuno otvara pristup vode ispusnoj zakrivljenoj cijevi. Novije su izvedbe slavina s kuglicom i tvrdim, najčešće keramičkim brtvljenjem. 
U skupinu slavina ulaze i miješalice, kojima se s pomoću jedne ili dviju ručica miješaju topla i hladna voda na željenu temperaturu. Mješalica ima u različitim izvedbama, kadšto i s priključkom za tuš, termostatom i drugim.

## Vanjske poveznice
|  | Zajednički poslužitelj ima stranicu o temi Slavina |